# Mikoyan-Gourevitch MiG-110
Dimensions
Le Mikoyan-Gourevitch MiG-110 (russe : МиГ-110) est un avion multiusages (transport de fret ou de passagers) russe dont le développement a commencé en 1995, mais qui à ce jour (1er août 2014) n'a toujours pas volé.

## Variantes prévues
- MiG-110N - version transport de passagers
- MiG-110NP - version militaire
- MiG-110M - version combinée de transport de passagers/fret  avec habilités STOL et vol tout-temps.
- MiG-110A - version pour un projet mené conjointement avec l'Autriche.

## Sources
- (en) Cet article est partiellement ou en totalité issu de l’article de Wikipédia en anglais intitulé « Mikoyan MiG-110 » (voir la liste des auteurs).